# Processo canonico
Un processo canonico è un procedimento giuridico che si svolge all'interno del sistema giuridico della Chiesa cattolica, regolato dal diritto canonico. Questo tipo di processo è utilizzato per risolvere controversie che riguardano la disciplina, la dottrina, i comportamenti morali o le questioni legali all'interno della Chiesa. I processi canonici possono riguardare vari aspetti della vita religiosa e dei membri della Chiesa, come la validità dei matrimoni, le accuse di peccati gravi, i crimini ecclesiastici, la condotta dei sacerdoti e delle suore, e la violazione dei voti religiosi.
L'evoluzione seguita dal processo ecclesiastico nel corso dei secoli si può rappresentare con quattro tipologie:
1. processo accusatorio privato: eredità del diritto romano, era tipico delle corti episcopali e delle magistrature secolari dei primi secoli. L'accusatore poteva essere un qualunque privato cittadino che non necessariamente era parte offesa dall'accusato. Per prevenire abusi (lucro, vendetta, ambizione, ecc.), fu approvata una legge del taglione che infliggeva all'accusatore che non era in grado di dimostrare le proprie tesi la stessa pena che sarebbe stata inflitta all'accusato;
2. Santa Inquisizione: nato come rimedio straordinario per supplire alla mancanza di accusatori privati, divenne la norma quando i chierici e poi i laici preferirono la competenza disciplinare dei vescovi all'ignoranza e corruzione degli altri giudici. In questo sistema l'accusatore e il giudice erano la stessa persona: non era quindi garantiti la terzietà e imparzialità del giudice e il principio basilare dell'equo processo.[2]
3. processo accusatorio pubblico: giudice e pubblico accusatore erano nettamente distinti. La pubblica accusa era l'antenato dell'odierno promotore di giustizia e interveniva quando era leso anche un diritto pubblico. Il denunciante privato attendeva il giudizio in vista di un risarcimento del danno patito, come l'odierna parte civile;
4. processo accusatorio misto: a una fase scritta e segreta di ricerca e acquisizione delle prove, condotta da un giudice istruttore, seguiva una fase in udienza pubblica di valutazione delle prove ed esame dei testimoni.